# Bedømmelsesportal
En bedømmelsesportal er en websted, hvor brugere kan bedømme en virksomhed, en tjeneste eller andet. Bedømmelserne er ofte ud fra brugernes egne individuelle vurdering og efter deres egne kriterier. 
| Internet | Spire Denne internet-relaterede artikel er en spire som bør udbygges. Du er velkommen til at hjælpe Wikipedia ved at udvide den. |